# 1496 Турку
1496 Турку (1496 Turku) — астероїд головного поясу, відкритий 22 вересня 1938 року.
Тіссеранів параметр щодо Юпітера — 3,643.